# Lennart Meri

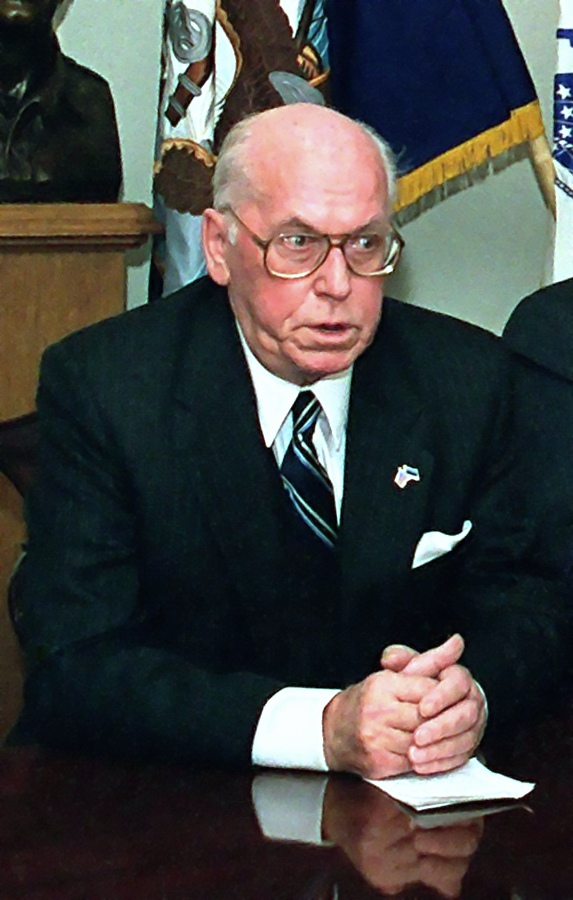
Lennart Meri (1998)

Lennart Georg Meri (IPA: [ˈlen.nart ˈke.ork ˈme.ri]; * 29. März 1929 in Tallinn; † 14. März 2006 ebenda) war ein estnischer Schriftsteller, Filmemacher und Politiker. Von 1992 bis 2001 war er Präsident von Estland. Sein Cousin war Arnold Meri.

## Leben

### Frühe Jahre
Meri wurde in Tallinn als Sohn des estnischen Diplomaten und späteren Shakespeare-Übersetzers Georg Meri geboren. Seine Familie verließ Estland bald, Meri besuchte insgesamt neun verschiedene Schulen in vier verschiedenen Sprachen. Neben Estnisch lernte er noch Finnisch, Französisch, Deutsch, Englisch, Russisch und Latein.
Zum Zeitpunkt der sowjetischen Besetzung Estlands im Juni 1940 befand sich die Familie jedoch wieder in Estland. 1941 wurde sie nach Sibirien deportiert, wie Tausende anderer Esten, Letten und Litauer. Die Familienoberhäupter wurden von ihren Angehörigen getrennt und in Lager gebracht, in denen es nur wenige Überlebende gab. Im Alter von 12 Jahren musste Meri sich als Holzfäller verdingen. Er arbeitete auch als Kartoffelschäler und Flussruderer, um zum Unterhalt seiner Familie beizutragen.
Während seiner Zeit im unfreiwilligen Exil entwickelte sich bei ihm das Interesse an der finno-ugrischen Sprachfamilie, zu der neben dem Estnischen, Finnischen und Ungarischen auch verschiedene im inneren Russlands und in Sibirien gesprochene Sprachen gehören. Die Verwandtschaft der finno-ugrischen Völkerfamilie war lebenslang ein Motiv in seinen Werken.
Die Familie überlebte und gelangte zurück nach Estland, wo Lennart Meri 1953 an der Geschichts- und Sprachfakultät der Universität Tartu graduierte. Die Sowjetmacht erlaubte ihm nicht, den Beruf des Historikers auszuüben; er fand jedoch Arbeit als Dramatiker im Vanemuine, dem ältesten Theater Estlands, und später auch als Produzent von Hörspielen für den Estnischen Rundfunk. Mehrere seiner Filme fanden großen Beifall bei der Kritik.

### Künstlerisches Wirken
Nach einer Reise ins Tianshan-Gebirge in Zentralasien und in die frühen islamischen Stätten der Karakum-Wüste schrieb Lennart Meri 1958 sein erstes Buch, das von der Öffentlichkeit mit Interesse aufgenommen wurde. Schon als Student hatte er sich seinen Lebensunterhalt mit Schreiben verdienen können, nachdem sein Vater zum dritten Mal von den sowjetischen Behörden festgenommen worden war. Mit der Hilfe seines jüngeren Bruders, der zum Abbruch des Studiums gezwungen worden war und als Taxifahrer arbeitete, konnte Meri seine Mutter versorgen und sein eigenes Studium abschließen. Seit 1963 war er Mitglied des Estnischen Schriftstellerverbandes. In den 70er-Jahren wurde er zum Ehrenmitglied der finnischen Literaturgesellschaft (SKS) gewählt.
Tulemägede Maale (1964) war eine Chronik von Meris Reise nach Kamtschatka in den 60er Jahren. Zur Expedition gehörten Geologen, Botaniker, ein Photograph und der Künstler Kalju Polli. „Das Reisen ist die einzige Leidenschaft, die sich vor dem Intellekt nicht zu schämen braucht“, schrieb Meri. Er unterschätzte nicht die Nachteile des Massentourismus, glaubte jedoch, dass „die Wissenschaft uns aus den Ketten der Großstädte lösen und zurück zur Natur führen wird“.
Das Buch über Meris Reise zur Nordostpassage, Virmaliste Väraval 1974 wurde in der Sowjetunion zu einem großen Erfolg. Es wurde 1977 als Teil einer Serie über Sowjetliteratur ins Finnische übersetzt. In diesem Werk verband Meri die Gegenwart mit der historischen Perspektive und nutzte Material von Entdeckern und Forschern wie Cook, Forster, Wrangel, Dahl, Sauer, Middendorff und Cochran.
Das bekannteste Werk Meris ist vermutlich Hõbevalge 1976. Das Buch rekonstruiert die Geschichte Estlands und des Ostseegebiets. Wie in seinen anderen Werken kombiniert Meri auch hier historische Quellen und wissenschaftliche Forschung mit schöpferischer Phantasie. „Wenn die Geographie Prosa ist, so sind Landkarten Ikonographie“, schrieb er. Hõbevalge basiert auf vielfältigem Material über die frühe Seefahrt und enthüllt nach und nach das Geheimnis des legendären Ultima Thule. Dieser Name wurde in klassischer Zeit einer Landmasse im Norden gegeben, die Berichten zufolge sechs Tagesreisen von Großbritannien entfernt. Mehrere Orte wurden von Wissenschaftlern mit den historischen Überlieferungen in Verbindung gebracht, darunter die Shetland-Inseln, Island und Norwegen. Meri vermutet, dass der Name Thule möglicherweise aus estnischen Volkslegenden stammt, die die Entstehung des Kratersees von Kaali, Saaremaa, beschreiben. In seinem Essay Tacituse tahtel 2000 untersucht Meri frühe Begegnungen zwischen Esten und dem Römischen Imperium und beschreibt, dass Pelze, Bernstein und insbesondere im Brennofen getrocknetes Getreide zu den wichtigsten Beiträgen der Esten gehörten – das Getreide diente in Dürrejahren als Saatgut in ganz Europa.
Der Film Die Winde der Milchstraße, eine internationale Produktion in Zusammenarbeit mit Finnland und Ungarn, wurde in der Sowjetunion nicht gezeigt, gewann aber eine Silbermedaille beim New Yorker Filmfestival. Meris Filme und Texte wurden in finnischen Schulen als Studienmaterial verwendet. 1986 erhielt er die Ehrendoktorwürde der Universität Helsinki. Meri gründete 1988 das nichtstaatliche Estnische Institut (Eesti Instituut), um die kulturelle Begegnung mit dem Westen und den Studentenaustausch zu fördern.

### Meri als Politiker
Nach mehr als zwanzig Jahren des Ausreiseverbots erteilten die sowjetischen Behörden in den späten 70er Jahren erstmals eine Reisegenehmigung, und Meri nutzte wiederholt die Möglichkeiten, von Finnland aus die demokratischen Staaten auf die Existenz Estlands aufmerksam zu machen. Er knüpfte zahlreiche Kontakte mit Politikern, Journalisten und Esten im Exil. Er war der erste Este, der die Proteste gegen die sowjetischen Pläne zum Phosphatabbau in seiner Heimat öffentlich bekannt machte, durch welche ein Drittel der Region unbewohnbar gemacht worden wäre.
Aus der Umwelt- wurde bald eine politische Bewegung gegen die sowjetische Vorherrschaft in Estland: die „singende Revolution“, angeführt von estnischen Intellektuellen. Eine Rede Meris, welche sich mit den Existenzproblemen der estnischen Nation befasste, fand im Ausland ein großes Echo. 1989 gründete Meri das Estnische Institut, das als Vorgänger sowohl des späteren Außenministerium als auch des Estnischen Kulturinstituts fungierte. Meri war Gründungsmitglied der estnischen Volksfront, die mit den entsprechenden Bewegungen in Lettland und Litauen zusammenarbeitete. Nach den ersten freien Wahlen wurde Meri erster Außenminister in der neuen Ära estnischer Souveränität. Er förderte den Aufbau einer jungen, gebildeten und Englisch sprechenden Elite, um die Kommunikation mit dem Westen zu fördern und gleichzeitig Estland wirksamer auf die internationale Bühne zu rücken. Er nahm an den KSZE-Konferenzen in Kopenhagen, New York, Berlin und Moskau sowie an der Gründungskonferenz des Ostseerats teil, traf zahlreiche amerikanische und europäische Staatsoberhäupter und war der erste Politiker aus dem früheren Ostblock, der im NATO-Hauptquartier in Brüssel einen Vortrag hielt.
Nach einem kurzen Zwischenspiel als estnischer Botschafter in Finnland wurde Meri am 6. Oktober 1992 der zweite Präsident der Republik Estland. Auch wenn im ersten Wahlgang Arnold Rüütel, ehemaliger Vorsitzender des Präsidiums des Obersten Sowjets der Estnischen SSR, mit 42 % die meisten Stimmen erreicht hatte, wählte das Parlament, dem die endgültige Entscheidung oblag, mit der Mehrheit der Pro Patria-Allianz Meri zum Präsidenten. Während des Wahlkampfs hatten Nationalisten versucht, Meri Verbindungen mit dem KGB zu unterstellen. Diese Vorwürfe konnten Meris Ruf und öffentlichem Image jedoch nichts anhaben. Am 20. September 1996 wurde Meri zu seiner zweiten und letzten Amtszeit wiedergewählt.

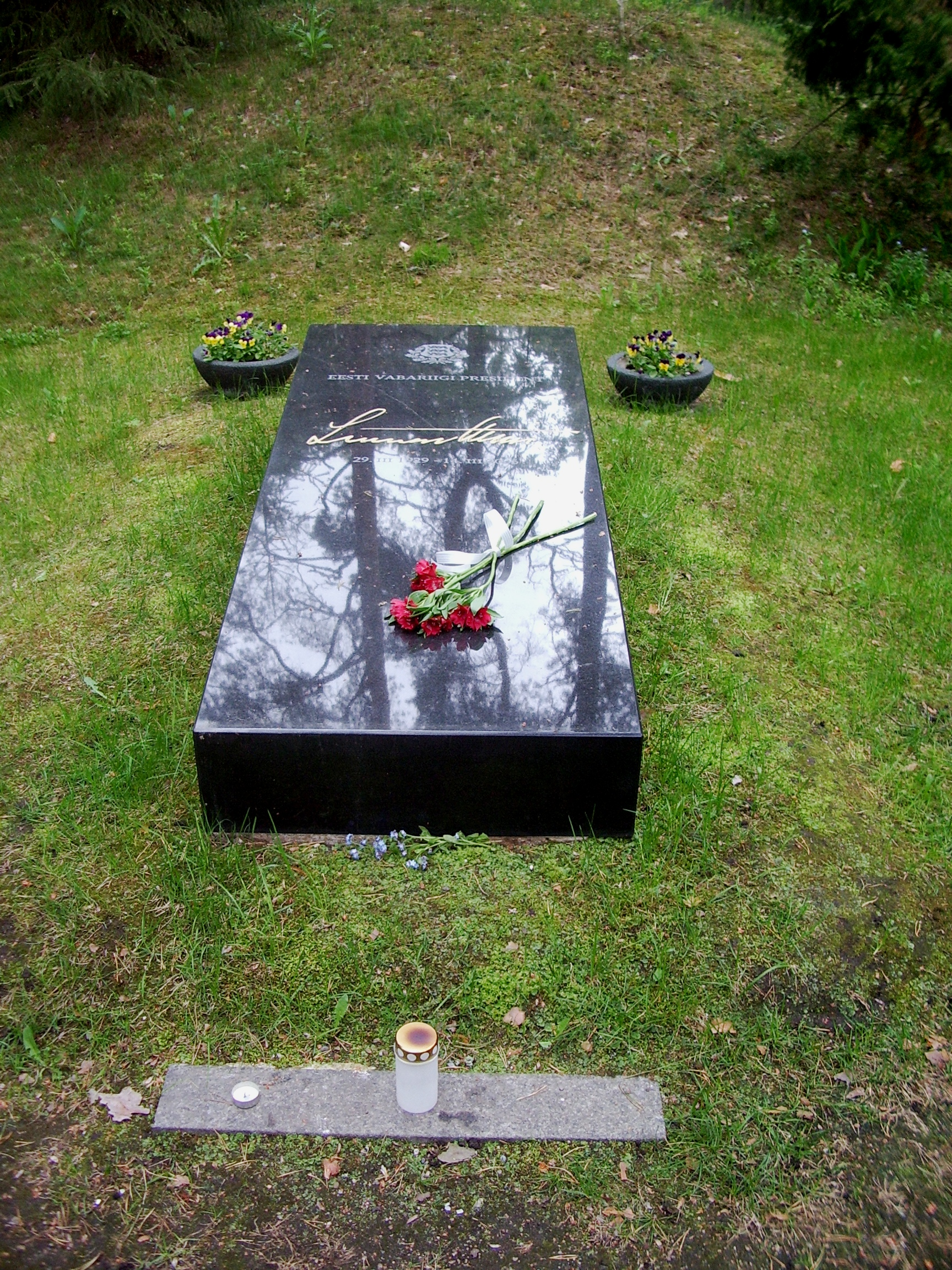
Meris Grab in Tallinn

Meri sorgte 1994 beim Matthiae-Festmahl in Hamburg für einen Eklat: Der als Ehrengast geladene Meri sprach unter Anwesenheit von Wladimir Putin, der damals erster Vizebürgermeister von Hamburgs Partnerstadt St. Petersburg war, von Russlands erneutem Streben nach Vorherrschaft im Osten. Daraufhin verließ Putin lautstark den Saal.
Auf dem „Tag der Heimat“ des deutschen Bundes der Vertriebenen im Jahr 1999 wandte sich Meri an die 1939 zwangsumgesiedelten Deutschbalten und rief sie zur Rückkehr nach Estland auf: „Sie alle, die Sie ihre Wurzeln in Estland haben, sage ich aufrichtig: Von ganzem Herzen willkommen!“
Lennart Meri war zweimal verheiratet. Seine erste Frau Regina emigrierte 1987 nach Kanada. Die zweite Frau Helle war bis 1992 Theaterschauspielerin. Lennart Meri hatte zum Zeitpunkt seines Todes neben drei Kindern vier Enkelkinder.
Meri war Mitglied der Jury des Franz-Werfel-Menschenrechtspreises, der vom Zentrum gegen Vertreibungen verliehen wird. 1999 erhielt er die Ehrenplakette des Bundes der Vertriebenen.

## Auszeichnungen (Auswahl)
- 1974, 1977: Juhan-Smuul-Literaturpreis
- 1979: Verdienter Schriftsteller der ESSR
- 1986: Kreutzwald-Erinnerungsmedaille
- 1986: Ehrendoktor der Universität Helsinki
- 1995: Ferdinand-Johann-Wiedemann-Preis
- 1997: Orden der Freiheit der Republik Slowenien in Gold
- 1999: Ehrenplakette des Bundes der Vertriebenen
- 2000: Kleinstaatenpreis des Herbert-Batliner-Europainstitut in Salzburg[6]
- 2000: Ehrendoktor der Universität Turku
- 2001: Mitglied der Estnischen Akademie der Wissenschaften
- 2004: Four Freedoms Award, in der Kategorie Meinungsfreiheit[7]

## Schriften (Auswahl)
- Botschaften und Zukunftsvisionen. Reden des estnischen Präsidenten. Zusammengestellt und mit Jahreskommentaren versehen von Henno Rajandi. Aus dem Estnischen übersetzt von Mati Sirkel. Bouvier, Bonn 1999, ISBN   978-3-416-02737-3 (Presidendikõned, dt.)